# Vreta, Norrtälje kommun
Vreta är en småort i Frötuna socken i Norrtälje kommun, Stockholms län. 